# Gropen
Gropen est une localité de Suède dans la commune de Lekeberg située dans le comté d'Örebro.

## Démographie
Sa population était de 219 habitants en 2019.